# Bulbophyllum microcala
Bulbophyllum microcala là một loài phong lan thuộc chi Bulbophyllum.